# Березова Річка (Таштагольський район)
Бере́зова Рі́чка (рос. Берёзовая Речка) — селище у складі Таштагольського району Кемеровської області, Росія. Входить до складу Каларського сільського поселення.

## Населення
Населення — 77 осіб (2010; 40 у 2002).
Національний склад (станом на 2002 рік):
- росіяни — 100 %